# Provinciale Statenverkiezingen 1910
De Provinciale Statenverkiezingen 1910 waren Nederlandse verkiezingen die in juni 1910 werden gehouden voor de leden van Provinciale Staten in elf provincies. In Zeeland werden de verkiezingen gehouden op 14 juni, in Groningen, Drenthe, Overijssel en Zuid-Holland op 15 juni, in Friesland, Gelderland, Noord-Holland en Noord-Brabant op 16 juni en in Utrecht en Limburg op 17 juni.
De verkiezingen werden gehouden volgens het districtenstelsel.

## Uitslagen

### Landelijk overzicht
| Zetelverdeling Provinciale Staten | Zetelverdeling Provinciale Staten | Zetelverdeling Provinciale Staten | Zetelverdeling Provinciale Staten |
| groepering / partij               | 1907                              | 1910                              | +/−                               |
| --------------------------------- | --------------------------------- | --------------------------------- | --------------------------------- |
| rechts                            | 322                               | 337                               | +15                               |
| liberalen                         | 249                               | 225                               | −24                               |
| SDAP                              | 19                                | 27                                | +8                                |
| overig                            | -                                 | 1                                 | +1                                |
| totaal                            | 590                               | 590                               | 0                                 |

### Uitslagen per provincie
| Groningen     | 5   | 36  | 4  |   | 45  |
| Friesland     | 23  | 17  | 10 |   | 50  |
| Drenthe       |     | 35  |    |   | 35  |
| Overijssel    | 24  | 21  | 2  |   | 47  |
| Gelderland    | 40  | 22  |    |   | 62  |
| Utrecht       | 32  | 9   |    |   | 41  |
| Noord-Holland | 26  | 43  | 8  |   | 77  |
| Zuid-Holland  | 55  | 24  | 3  |   | 82  |
| Zeeland       | 26  | 15  |    | 1 | 42  |
| Noord-Brabant | 61  | 3   |    |   | 64  |
| Limburg       | 45  |     |    |   | 45  |
| totaal        | 337 | 225 | 27 | 1 | 590 |

## Eerste Kamerverkiezingen
De leden van Provinciale Staten kozen op 12 juli 1910 bij Eerste Kamerverkiezingen in elf kiesgroepen zeventien nieuwe leden van de Eerste Kamer.
Provinciale Statenverkiezingen zijn daarmee behalve provinciaal ook nationaal van belang.
1910 · 
1913 · 
1916 · 
1919 · 
1923 · 
1927 · 
1931 · 
1935 · 
1939 · 
1946 · 
1950 · 
1954 · 
1958 · 
1962 · 
1966 · 
1970 · 
1974 · 
1978 · 
1982 · 
1985 · 
1987 · 
1991 · 
1995 · 
1999 · 
2003 · 
2007 · 
2011 · 
2015 · 
2019 · 
2023